# Oliemuldersbrug
De Oliemuldersbrug is een ophaalbrug in de stad Groningen die de Oosterparkwijk verbindt met de Korrewegwijk. De brug ligt over het Oosterhamrikkanaal en is gebouwd in 1939. De brug bevindt zich aan het noordelijke uiteinde van de Oliemuldersweg en ontleent daaraan haar naam.
De brug bestaat uit één rijbaan die afwisselend door beide richtingen kan worden gebruikt. Het verkeer vanaf de Korrewegwijk heeft hierbij voorrang.
Direct naast de brug staat een voormalig brugwachtershuisje uit 1935 die vermoedelijk is ontworpen door architect S.J. Bouma. Het houten huisje is een gemeentelijk monument (nr. 106762) en heeft veel overeenkomsten met het brugwachtershuisje A-brug. Beide huisjes zijn ontworpen in de stijl van de Amsterdamse school.
In 2011 werd er een plan geopperd om de Oliemuldersbrug te vervangen door een dam. Op deze manier konden de tramlijnen van de RegioTram Groningen hier makkelijker worden aangelegd. Uiteindelijk ging het plan niet door vanwege de vele bezwaren van woonbooteigenaren die vreesden dat hun boten niet meer naar de werf konden worden gebracht. Een jaar later werd het plan van de RegioTram afgeblazen.